# Șișterea
Șișterea (węg. Siter) – wieś w Rumunii, w okręgu Bihor, w gminie Cetariu. W 2011 roku liczyła 597 mieszkańców.